# آشپزخانه مرکزی جهانی
آشپزخانه مرکزی جهانی (به انگلیسی: World Central Kitchen)، یک سازمان مردم‌نهاد بین المللی است که در پی بلایای طبیعی و جنگ‌ها به ارائه وعده‌های غذایی برای آسیب دیدگان اقدام می‌کند. این سازمان که در سال ۲۰۱۰ توسط سرآشپز خوزه آندرس تأسیس شد، پس از زلزله هائیتی غذا تهیه کرد. روش عملیات آن این است که اولین پاسخ دهنده باشد و سپس همکاری و راه حل‌هایی با سرآشپزهای محلی برای حل مشکل گرسنگی، بلافاصله پس از یک فاجعه ارائه شود.

## کمک به غزه
عطف بحران انسانی غزه در سال ۲۰۲۳، این سازمان به ارسال مواد غذایی به نوار غزه کمک کرد. تا مارس ۲۰۲۴، بیش از ۳۲ میلیون وعده غذایی فراهم کرده است.

### عملیات سفینه
در فوریه ۲۰۲۴، پرواکتیو اپن آرمز اعلام کرد که یدک‌کش اپن آرمز، آن‌ها با یدک‌کش کردن یک کشتی از غذا و آب ارائه شده توسط این سازمان، به نوار غزه تحویل خواهد داد. کشتی از ۱۶ فوریه در قبرس مستقر شده بود. محموله در ۱۵ مارس به ساحلی در جنوب شهر غزه رسید.

### کشته شدن هفت امدادگر
آشپزخانه مرکزی جهانی در بیانیه‌ای در تاریخ ۲ آوریل ۲۰۲۴ اعلام کرد که هفت نفر از امدادگرانش در حمله دوشنبه اول آوریل اسرائیل کشته شدند. این امدادگران استرالیایی، لهستانی، بریتانیایی، فلسطینی و آمریکایی-کانادایی بودند. بنیاد گفته است که عملیات توزیع غذا در غزه را متوقف خواهد کرد.